# Sebastian Ritschel
Sebastian Ritschel (* 1980 in Düsseldorf) ist ein deutscher Theaterintendant, Operndirektor, Regisseur und Dramaturg.

## Leben
Sebastian Ritschel studierte Musik- und Theaterwissenschaft an der Universität Leipzig und absolvierte die Weiterbildung Theater- und Musikmanagement an der Ludwig-Maximilians-Universität in München. Er war von 2006 bis 2016 am Gerhart-Hauptmann-Theater Görlitz-Zittau als Hausregisseur und leitender Dramaturg tätig. Zusätzlich unterrichtete er von 2011 bis 2015 die Masterclass der Opernklasse an der Hochschule für Musik Carl Maria von Weber in Dresden und war von 2007 bis 2015 als Dozent für das Fach Inszenierungspraxis an der Fakultät Kultur- und Management der Fachhochschule Zittau/Görlitz tätig.
Mit der Spielzeit 2017/18 wechselte er als Operndirektor und Leiter der Sparte Musiktheater an die Landesbühnen Sachsen. Als Regisseur und Ausstatter war er in mehr als 50 Produktionen in Oper, Operette und Musical federführend beteiligt. Für seine Arbeiten wurde er mehrfach ausgezeichnet.
Seit der Spielzeit 2022/2023 ist er Intendant am Theater Regensburg.